# 크라슬라바시

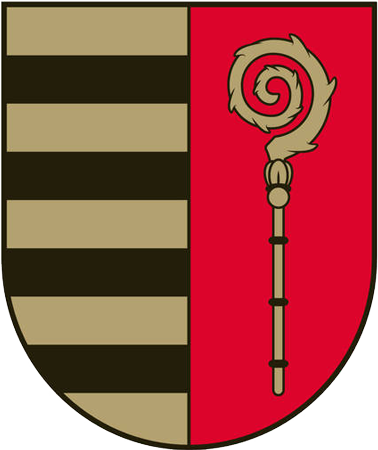
시 문장

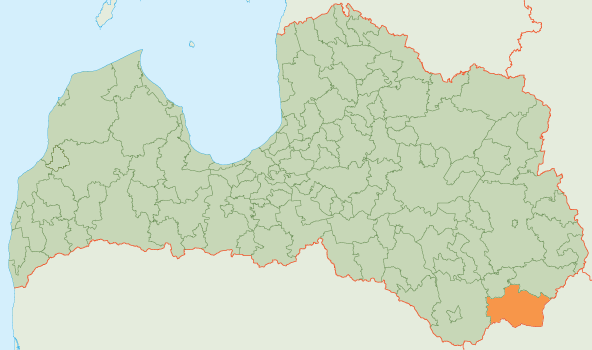
크라슬라바 시의 위치

크라슬라바시(라트비아어: Krāslavas novads)는 라트비아의 지방 자치체로 행정 중심지는 크라슬라바이며 면적은 1,078.4 km2, 인구는 20,217명(2009년 기준), 인구 밀도는 19명/km2이다. 1개 도시, 11개 교구를 관할한다.